# Lagrâce-Dieu
Lagrâce-Dieu è un comune francese di 438 abitanti situato nel dipartimento dell'Alta Garonna nella regione dell'Occitania.

## Società

### Evoluzione demografica
Abitanti censiti